# Giro Rosa 2019
Il Giro Rosa 2019, trentesima edizione del Giro d'Italia femminile, valido come undicesima prova del Women's World Tour 2019, si è svolto tra il 5 luglio e il 14 luglio 2019.

## Percorso
Il percorso misurava 922,2 chilometri - poi ridotti a 908,2 a causa dell'accorciamento della quinta tappa - ed è stato suddiviso in dieci tappe. La corsa è partita da Cassano Spinola, per concludersi a Udine. Due le prove a cronometro: la prima tappa (una cronosquadre) e la sesta, una cronoscalata da Chiuro a Teglio.

## Tappe
| Tappa  | Data      | Percorso                                                  | km    | Vincitrice di tappa  | Leader cl. generale  |
| ------ | --------- | --------------------------------------------------------- | ----- | -------------------- | -------------------- |
| 1ª     | 5 luglio  | Cassano Spinola > Castellania (cron. a squadre)           | 18,0  | Canyon-SRAM Racing   | Katarzyna Niewiadoma |
| 2ª     | 6 luglio  | Viù > Viù                                                 | 78,3  | Marianne Vos         | Katarzyna Niewiadoma |
| 3ª     | 7 luglio  | Sagliano Micca > Piedicavallo                             | 104,1 | Marianne Vos         | Katarzyna Niewiadoma |
| 4ª     | 8 luglio  | Lissone > Carate Brianza                                  | 101,1 | Letizia Borghesi     | Katarzyna Niewiadoma |
| 5ª     | 9 luglio  | Ponte in Valtellina > Valdidentro/Lago di Cancano         | 87,5  | Annemiek van Vleuten | Annemiek van Vleuten |
| 6ª     | 10 luglio | Chiuro > Teglio (cron. individuale)                       | 12,1  | Annemiek van Vleuten | Annemiek van Vleuten |
| 7ª     | 11 luglio | Cornedo Vicentino > San Giorgio di Perlena/Fara Vicentino | 128,3 | Marianne Vos         | Annemiek van Vleuten |
| 8ª     | 12 luglio | Vittorio Veneto > Maniago                                 | 133,3 | Elizabeth Banks      | Annemiek van Vleuten |
| 9ª     | 13 luglio | Gemona del Friuli > Chiusaforte/Malga Montasio            | 125,5 | Anna van der Breggen | Annemiek van Vleuten |
| 10ª    | 14 luglio | San Vito al Tagliamento > Udine                           | 120,0 | Marianne Vos         | Annemiek van Vleuten |
| Totale | Totale    | Totale                                                    | 908,2 |                      |                      |

## Squadre e corridori partecipanti
Partecipano alla competizione 24 formazioni di categoria UCI, ciascuna composta al più da sei cicliste. Sono 143 le cicliste al via.
| N.      | Cod. | Squadra                            |
| ------- | ---- | ---------------------------------- |
| 1-6     | MTS  | Mitchelton-Scott                   |
| 11-16   | ALE  | ALÉ-Cipollini                      |
| 21-26   | VAI  | Aromitalia-Basso Bikes-Vaiano      |
| 31-36   | CZF  | Conceria Zabri-Fanini              |
| 41-46   | BPK  | BePink                             |
| 51-56   | BIG  | Bigla                              |
| 61-66   | BDU  | Bizkaia-Durango                    |
| 71-76   | DLT  | Boels-Dolmans Cycling Team         |
| 81-86   | BTC  | BTC City Ljubljana                 |
| 91-96   | CSR  | Canyon-SRAM Racing                 |
| 101-106 | CCC  | CCC-Liv                            |
| 111-116 | CGS  | Cogeas-Mettler-Look Pro Cycling T. |

| N.      | Cod. | Squadra                         |
| ------- | ---- | ------------------------------- |
| 121-126 | SBT  | Eurotarget-Bianchi-Vittoria     |
| 131-136 | FDJ  | FDJ Nouv. Aquitaine Futuroscope |
| 141-146 | LSL  | Lotto Soudal Ladies             |
| 151-156 | MOV  | Movistar Team Women             |
| 161-166 | PHV  | Parkhotel Valkenburg            |
| 171-176 | SER  | Servetto-Piumate-Beltrami TSA   |
| 181-186 | SUN  | Team Sunweb                     |
| 191-196 | TVC  | Team Virtu Cycling              |
| 201-206 | TOP  | Top Girls Fassa Bortolo         |
| 211-216 | TFS  | Trek-Segafredo                  |
| 221-226 | VAL  | Valcar Cylance Cycling          |
| 231-236 | WNT  | WNT-Rotor Pro Cycling Team      |

## Dettagli delle tappe

### 1ª tappa
- 5 luglio: Cassano Spinola > Castellania (cronometro a squadre) – 18,0 km

Risultati
| Pos. | Squadra            | Tempo  |
| ---- | ------------------ | ------ |
| 1    | Canyon-SRAM Racing | 31'41" |
| 2    | Bigla              | a 24"  |
| 3    | CCC-Liv            | a 45"  |

| Pos. | Corridore            | Squadra | Tempo  |
| ---- | -------------------- | ------- | ------ |
| 1    | Katarzyna Niewiadoma | Canyon  | 31'41" |
| 2    | Hannah Barnes        | Canyon  | s.t.   |
| 3    | Omer Shapira         | Canyon  | s.t.   |

### 2ª tappa
- 6 luglio: Viù > Viù – 78,3 km

Risultati
| Pos. | Corridore            | Squadra    | Tempo    |
| ---- | -------------------- | ---------- | -------- |
| 1    | Marianne Vos         | CCC-Liv    | 2h15'56" |
| 2    | Annemiek van Vleuten | Mitchelton | s.t.     |
| 3    | Lucinda Brand        | Sunweb     | s.t.     |

| Pos. | Corridore            | Squadra | Tempo    |
| ---- | -------------------- | ------- | -------- |
| 1    | Katarzyna Niewiadoma | Canyon  | 2h47'37" |
| 2    | Hannah Barnes        | Canyon  | a 12"    |
| 3    | Omer Shapira         | Canyon  | a 19"    |

### 3ª tappa
- 7 luglio: Sagliano Micca > Piedicavallo – 104,1 km

Risultati
| Pos. | Corridore             | Squadra    | Tempo    |
| ---- | --------------------- | ---------- | -------- |
| 1    | Marianne Vos          | CCC-Liv    | 2h49'11" |
| 2    | Lucy Kennedy          | Mitchelton | s.t.     |
| 3    | Cecilie Uttrup Ludwig | Bigla      | s.t.     |

| Pos. | Corridore             | Squadra | Tempo    |
| ---- | --------------------- | ------- | -------- |
| 1    | Katarzyna Niewiadoma  | Canyon  | 5h36'48" |
| 2    | Cecilie Uttrup Ludwig | Bigla   | a 20"    |
| 3    | Marianne Vos          | CCC-Liv | a 25"    |

### 4ª tappa
- 8 luglio: Lissone > Carate Brianza – 101,1 km

Risultati
| Pos. | Corridore        | Squadra       | Tempo    |
| ---- | ---------------- | ------------- | -------- |
| 1    | Letizia Borghesi | Aromitalia    | 2h29'50" |
| 2    | Nadia Quagliotto | ALÉ-Cipollini | s.t.     |
| 3    | Chiara Perini    | BePink        | s.t.     |

| Pos. | Corridore             | Squadra | Tempo    |
| ---- | --------------------- | ------- | -------- |
| 1    | Katarzyna Niewiadoma  | Canyon  | 8h07'20" |
| 2    | Cecilie Uttrup Ludwig | Bigla   | a 20"    |
| 3    | Marianne Vos          | CCC-Liv | a 25"    |

### 5ª tappa
- 9 luglio: Ponte in Valtellina > Valdidentro/Lago di Cancano – 87,5 km[1]

Risultati
| Pos. | Corridore            | Squadra    | Tempo    |
| ---- | -------------------- | ---------- | -------- |
| 1    | Annemiek van Vleuten | Mitchelton | 3h09'47" |
| 2    | Lucinda Brand        | Sunweb     | a 2'57"  |
| 3    | Katarzyna Niewiadoma | Canyon     | s.t.     |

| Pos. | Corridore            | Squadra    | Tempo     |
| ---- | -------------------- | ---------- | --------- |
| 1    | Annemiek van Vleuten | Mitchelton | 11h17'44" |
| 2    | Katarzyna Niewiadoma | Canyon     | a 2'16"   |
| 3    | Ashleigh Moolman     | CCC-Liv    | a 3'05"   |

### 6ª tappa
- 10 luglio: Chiuro > Teglio (cronometro individuale) – 12,1 km

Risultati
| Pos. | Corridore            | Squadra    | Tempo   |
| ---- | -------------------- | ---------- | ------- |
| 1    | Annemiek van Vleuten | Mitchelton | 24'31"  |
| 2    | Anna van der Breggen | Boels      | a 53"   |
| 3    | Elisa Longo Borghini | Trek       | a 1'48" |

| Pos. | Corridore            | Squadra    | Tempo     |
| ---- | -------------------- | ---------- | --------- |
| 1    | Annemiek van Vleuten | Mitchelton | 11h42'15" |
| 2    | Katarzyna Niewiadoma | Canyon     | a 4'16"   |
| 3    | Anna van der Breggen | Boels      | a 4'16"   |

### 7ª tappa
- 11 luglio: Cornedo Vicentino > San Giorgio di Perlena/Fara Vicentino – 128,3 km

Risultati
| Pos. | Corridore            | Squadra | Tempo    |
| ---- | -------------------- | ------- | -------- |
| 1    | Marianne Vos         | CCC-Liv | 3h19'33" |
| 2    | Anna van der Breggen | Boels   | s.t.     |
| 3    | Elisa Longo Borghini | Trek    | a 3"     |

| Pos. | Corridore            | Squadra    | Tempo     |
| ---- | -------------------- | ---------- | --------- |
| 1    | Annemiek van Vleuten | Mitchelton | 15h01'51" |
| 2    | Anna van der Breggen | Boels      | a 4'08"   |
| 3    | Katarzyna Niewiadoma | Canyon     | a 4'23"   |

### 8ª tappa
- 12 luglio: Vittorio Veneto > Maniago – 133,3 km

Risultati
| Pos. | Corridore       | Squadra       | Tempo    |
| ---- | --------------- | ------------- | -------- |
| 1    | Elizabeth Banks | Bigla         | 3h38'17" |
| 2    | Leah Thomas     | Bigla         | a 30"    |
| 3    | Soraya Paladin  | ALÉ-Cipollini | a 30"    |

| Pos. | Corridore            | Squadra    | Tempo     |
| ---- | -------------------- | ---------- | --------- |
| 1    | Annemiek van Vleuten | Mitchelton | 18h43'04" |
| 2    | Anna van der Breggen | Boels      | a 4'08"   |
| 3    | Katarzyna Niewiadoma | Canyon     | a 4'23"   |

### 9ª tappa
- 13 luglio: Gemona del Friuli > Chiusaforte/Malga Montasio – 125,5 km

Risultati
| Pos. | Corridore            | Squadra    | Tempo    |
| ---- | -------------------- | ---------- | -------- |
| 1    | Anna van der Breggen | Boels      | 3h26'27" |
| 2    | Annemiek van Vleuten | Mitchelton | a 17"    |
| 3    | Ashleigh Moolman     | CCC-Liv    | a 1'38"  |

| Pos. | Corridore            | Squadra    | Tempo     |
| ---- | -------------------- | ---------- | --------- |
| 1    | Annemiek van Vleuten | Mitchelton | 22h09'39" |
| 2    | Anna van der Breggen | Boels      | a 3'50"   |
| 3    | Amanda Spratt        | Mitchelton | a 7'      |

### 10ª tappa
- 14 luglio: San Vito al Tagliamento > Udine – 120,0 km

Risultati
| Pos. | Corridore     | Squadra | Tempo    |
| ---- | ------------- | ------- | -------- |
| 1    | Marianne Vos  | CCC-Liv | 2h51'45" |
| 2    | Lucinda Brand | Sunweb  | a 1"     |
| 3    | Lotte Kopecky | Lotto   | s.t.     |

| Pos. | Corridore            | Squadra    | Tempo     |
| ---- | -------------------- | ---------- | --------- |
| 1    | Annemiek van Vleuten | Mitchelton | 25h01'41" |
| 2    | Anna van der Breggen | Boels      | a 3'45"   |
| 3    | Amanda Spratt        | Mitchelton | a 6'55"   |

## Evoluzione delle classifiche
| Tappa              | Vincitrice           | Classifica generale Maglia rosa | Classifica a punti Maglia ciclamino | Classifica GPM Maglia verde | Classifica giovani Maglia bianca | Classifica italiane Maglia azzurra | Classifica a squadre |
| ------------------ | -------------------- | ------------------------------- | ----------------------------------- | --------------------------- | -------------------------------- | ---------------------------------- | -------------------- |
| 1ª                 | Canyon-SRAM Racing   | Katarzyna Niewiadoma            | non assegnata                       | non assegnata               | Mikayla Harvey                   | Elisa Longo Borghini               | Canyon-SRAM Racing   |
| 2ª                 | Marianne Vos         | Katarzyna Niewiadoma            | Marianne Vos                        | Sofie De Vuyst              | Juliette Labous                  | Elisa Longo Borghini               | Canyon-SRAM Racing   |
| 3ª                 | Marianne Vos         | Katarzyna Niewiadoma            | Marianne Vos                        | Marianne Vos                | Juliette Labous                  | Elisa Longo Borghini               | Mitchelton-Scott     |
| 4ª                 | Letizia Borghesi     | Katarzyna Niewiadoma            | Marianne Vos                        | Sofie De Vuyst              | Juliette Labous                  | Elisa Longo Borghini               | Mitchelton-Scott     |
| 5ª                 | Annemiek van Vleuten | Annemiek van Vleuten            | Annemiek van Vleuten                | Annemiek van Vleuten        | Juliette Labous                  | Elisa Longo Borghini               | WNT-Rotor            |
| 6ª                 | Annemiek van Vleuten | Annemiek van Vleuten            | Annemiek van Vleuten                | Annemiek van Vleuten        | Juliette Labous                  | Elisa Longo Borghini               | WNT-Rotor            |
| 7ª                 | Marianne Vos         | Annemiek van Vleuten            | Annemiek van Vleuten                | Annemiek van Vleuten        | Juliette Labous                  | Elisa Longo Borghini               | WNT-Rotor            |
| 8ª                 | Elizabeth Banks      | Annemiek van Vleuten            | Annemiek van Vleuten                | Annemiek van Vleuten        | Juliette Labous                  | Elisa Longo Borghini               | WNT-Rotor            |
| 9ª                 | Anna van der Breggen | Annemiek van Vleuten            | Annemiek van Vleuten                | Annemiek van Vleuten        | Juliette Labous                  | Elisa Longo Borghini               | WNT-Rotor            |
| 10ª                | Marianne Vos         | Annemiek van Vleuten            | Annemiek van Vleuten                | Annemiek van Vleuten        | Juliette Labous                  | Elisa Longo Borghini               | WNT-Rotor            |
| Classifiche finali | Classifiche finali   | Annemiek van Vleuten            | Annemiek van Vleuten                | Annemiek van Vleuten        | Juliette Labous                  | Elisa Longo Borghini               | WNT-Rotor            |

## Classifiche finali

### Classifica generale - Maglia rosa
| Pos. | Corridore            | Squadra    | Tempo     |
| ---- | -------------------- | ---------- | --------- |
| 1    | Annemiek van Vleuten | Mitchelton | 25h01'41" |
| 2    | Anna van der Breggen | Boels      | a 3'45"   |
| 3    | Amanda Spratt        | Mitchelton | a 6'55"   |
| 4    | Ashleigh Moolman-P.  | CCC-Liv    | a 7'54"   |
| 5    | Katarzyna Niewiadoma | Canyon     | a 7'57"   |
| 6    | Lucinda Brand        | Sunweb     | a 8'01"   |
| 7    | Katie Hall           | Boels      | a 9'20"   |
| 8    | Elisa Longo Borghini | Trek       | a 8'19"   |
| 9    | Soraya Paladin       | Alé        | a 9'13"   |
| 10   | Erica Magnaldi       | WNT-Rotor  | a 9'31"   |

### Classifica a punti - Maglia ciclamino
| Pos. | Corridore            | Squadra    | Punti |
| ---- | -------------------- | ---------- | ----- |
| 1    | Annemiek van Vleuten | Mitchelton | 74    |
| 2    | Marianne Vos         | CCC-Liv    | 68    |
| 3    | Anna van der Breggen | Boels      | 54    |
| 4    | Lucinda Brand        | Sunweb     | 47    |
| 5    | Soraya Paladin       | Alé        | 46    |

### Classifica scalatrici - Maglia verde
| Pos. | Corridore            | Squadra              | Punti |
| ---- | -------------------- | -------------------- | ----- |
| 1    | Annemiek van Vleuten | Mitchelton           | 47    |
| 2    | Amanda Spratt        | Mitchelton           | 29    |
| 3    | Sofie De Vuyst       | Parkhotel Valkenburg | 22    |
| 4    | Ashleigh Moolman-P.  | CCC-Liv              | 20    |
| 5    | Anna van der Breggen | Boels                | 14    |

### Classifica giovani - Maglia bianca
| Pos. | Corridore       | Squadra  | Tempo     |
| ---- | --------------- | -------- | --------- |
| 1    | Juliette Labous | Sunweb   | 25h11'32" |
| 2    | Paula Patiño    | Movistar | a 7'50"   |
| 3    | Évita Muzic     | FDJ      | a 10'36"  |
| 4    | Katia Ragusa    | BePink   | a 12'40"  |
| 5    | Mikayla Harvey  | Bigla    | a 16'19"  |

### Classifica italiane - Maglia azzurra
| Pos. | Corridore            | Squadra    | Tempo     |
| ---- | -------------------- | ---------- | --------- |
| 1    | Elisa Longo Borghini | Trek       | 25h10'00" |
| 2    | Soraya Paladin       | Alé        | a 54"     |
| 3    | Erica Magnaldi       | WNT        | a 1'12"   |
| 4    | Elena Franchi        | Eurotarget | a 7'43"   |
| 5    | Alice Maria Arzuffi  | Valcar     | a 11'08"  |

### Classifica a squadre
| Pos. | Squadra                    | Tempo     |
| ---- | -------------------------- | --------- |
| 1    | WNT-Rotor Pro Cycling Team | 74h31'45" |
| 2    | Mitchelton-Scott           | a 21"     |
| 3    | Canyon-SRAM Racing         | a 12'52"  |
| 4    | Bigla                      | a 13'12"  |
| 5    | Team Sunweb                | a 14'42"  |